# Sesostrellus
Genre
Sesostrellus est un genre d'opilions laniatores de la famille des Assamiidae.

## Distribution
Les espèces de ce genre se rencontrent en Tanzanie, en Ouganda, au Rwanda, au Burundi et au Congo-Kinshasa.

## Liste des espèces
Selon World Catalogue of Opiliones (16/06/2021) :
- Sesostrellus gibbosus Kauri, 1985
- Sesostrellus robustus Roewer, 1935
- Sesostrellus umbonatus (Roewer, 1935)

## Publication originale
- Roewer, 1935 : « Alte und neue Assamiidae. Weitere Weberknechte VIII (8. Ergänzung der "Weberknechte der Erde" 1923). » Veröffentlichungen aus dem Deutschen Kolonial- und Übersee-Museum in Bremen, vol. 1, no 3, p. 1–168.